# Minamiawaji, Hyōgo
Minamiawaji (南あわじ市 Minamiawaji-shi) là một thành phố thuộc tỉnh Hyōgo, Nhật Bản.